# Budinoi
Die Budinoi (altgriechisch Βουδίνοι, eingedeutscht auch Budiner) waren ein von Herodot in seinen Historien erwähntes nomadisch lebendes Volk. Sie hatten blaue/graue Augen und eine rötliche Haarfarbe. Es war einheimisch und ging vornehmlich der Jagd nach. Die Budinoi ernährten sich von Fichtenzapfen, außerdem fingen sie in einem tiefen, schilfumstandenen See Otter, Biber und „andere wilde Tiere mit rechteckigen Gesichtern“. Den Pelz dieser Tiere nähten sie an ihren Mantelsaum, und die Hoden dienten als Heilmittel bei Erkrankungen der Gebärmutter. Der Gegensatz zu den Ackerbau treibenden Geloniern wird ausdrücklich erwähnt.
Die Budinoi lebten nördlich der Skythen, die an der Nordküste des Schwarzen Meeres am Fluss Tanais (Don) beheimatet waren, in einem Land, das mit dichtem Wald überwachsen war. Im Land der Budiner befand sich Gelonos, eine feste Siedlung aus Holz, nach Herodot von flüchtigen Griechen aus den Handelsplätzen der Schwarzmeergegend erbaut. Im Gegensatz zu den Budinoi betrieben die Gelonier Ackerbau. Als westliche Nachbarn der Budinoi nennt Herodot die Neurer und Thyssageten, während östlich der Budinoi die Argippaioi hausten.

## Deutung
Welcher Volksgruppe die Budinoi angehörten, ist (wohl auch wegen der ungenauen Angaben bei Herodot) Gegenstand zahlreicher Spekulationen: Ellis Hovell Minns sieht sie als Vorfahren der Permjaken oder Woten, Aleksander Brückner für altertümliche Balten, Zbigniew Gołąb hingegen für Vorfahren der Slawen. In der Allgemeinen Encyclopädie der Wissenschaften und Künste von 1824 wird vermutet, dass sich die Budinoi eigentlich Wudinoi oder Wenden (mutmaßlich von slaw. woda = Wasser) nannten (weil das Beta in klassischen Griechisch auch für den Laut [⁠v⁠] stand) und die Budinoi daher ebenfalls als proto-slawische Ethnie gedeutet.
Der Archäologe Boris Schramko will die Wallburg (ukrainisch Horodyschtsche) von Bilsk bei Poltawa mit Gelonos identifizieren.